# 113.ª Divisão de Infantaria (Alemanha)
A 113ª Divisão de Infantaria (em alemão:113. Infanterie-Division) foi uma unidade militar que serviu no Exército alemão durante a Segunda Guerra Mundial.

## Comandantes
| Comandante                                   | Data                                         |
| -------------------------------------------- | -------------------------------------------- |
| Generalleutnant Ernst Güntzel                | 10 de dezembro de 1940 - 4 de junho de 1941  |
| Generalleutnant Friedrich Zickwolff          | 4 de junho de 1941 - 10 de maio de 1942      |
| Generalleutnant Hans-Heinrich Sixt von Arnim | 10 de maio de 1942 - 20 de janeiro de 1943   |
| Generalmajor Friedrich-Wilhelm Prüter        | 15 de março de 1943 - 25 de novembro de 1943 |

## Oficiais de operações
| Major Herbert Gebauer           | janeiro de 1941 - março de 1942        |
| Oberstleutnant Helmuth Strempel | 23 de março de 1942 - julho de 1942    |
| Oberstleutnant Theodor Plock    | julho de 1942 - 2 de fevereiro de 1943 |
| Oberstleutnant Otto Selle       | de março de 1943 - novembro de 1943    |

## Área de operações
| Alemanha                       | dezembro de 1940 - novembro de 1941 |
| Bálcãs                         | novembro de 1941 - abril de 1942    |
| Frente Oriental, setor sul     | abril de 1942 - outubro de 1942     |
| Stalingrado                    | outubro de 1942 - janeiro de 1943   |
| Frente Oriental, setor central | de março de 1943 - novembro de 1943 |